# Libertarismo consequenzialista
Il libertarismo consequenzialista, anche conosciuto come libertarianismo consequenzialista, liberalismo consequenzialista o consequenzialismo libertario, è la posizione libertaria (o libertariana) che sostiene il libero mercato e forti diritti di proprietà privata solo sulla base del fatto che porterebbero a conseguenze favorevoli come prosperità ed efficienza.

## Panoramica
Ciò che i libertari consequenzialisti sostengono deriva da un calcolo costi-benefici, tenendo ampiamente conto delle conseguenze. È in contrasto con il libertarismo deontologico, il quale considera immorale l'aggressione e la frode, indipendentemente dalle conseguenze. A differenza dei libertari deontologici, i libertari consequenzialisti non vedono necessariamente tutti i casi di aggressione come immorali e li vedono non intrinsecamente immorali (cioè non esprimono una credenza nei diritti naturali). La loro posizione è che la libertà politica ed economica portino alle migliori conseguenze in senso di felicità e prosperità e solo per questa ragione andrebbero sostenute. Alcuni libertari hanno una concezione del libertarismo ibrida tra consequenzialismo e deontologia.
A differenza dei libertari deontologici, i libertari consequenzialisti sostengono azioni che ritengono determinino conseguenze favorevoli a prescindere dal fatto che queste costituiscano l'aggressione o meno. A differenza dei libertari deontologici, alcuni consequenzialisti libertari sostengono l'espropriazione per pubblica utilità oltre a sostenere le imposte non volontarie. Le opinioni più particolari variano tra i libertari consequenzialisti, con, ad esempio, il teorico ed economista David Friedman che sostiene una forma consequenzialista di anarco-capitalismo in cui il contenuto della legge può essere acquistato e venduto, invece di avere un codice legale prestabilito che vieta l'aggressione.

## Libertari consequenzialisti
Tra i principali libertari consequenzialisti abbiamo il Nobel per l'economia Milton Friedman, David D. Friedman, Peter Leeson, Ludwig von Mises, Friedrich von Hayek e R. W. Bradford.